# باري كوتر
باري كوتر (بالإنجليزية: Barry Cotter)‏ هو لاعب كرة قدم أيرلندي، ولد في 4 ديسمبر 1998 في دبلن في جمهورية أيرلندا. لعب مع إيبسويتش تاون.

## روابط خارجية
- باري كوتر على موقع قاعدة بيانات كرة القدم.إي يو (الإنجليزية)
- باري كوتر على موقع Soccerbase.com (لاعب) (الإنجليزية)
- باري كوتر على موقع Soccerway.com (الإنجليزية)